# Clásica de San Sebastián 2012
La 32º edición de la Clásica de San Sebastián se disputó el martes 14 de agosto de 2012, por un circuito por la provincia de Guipúzcoa con inicio y final en San Sebastián, sobre un trazado de 234 kilómetros, repitiendo el recorrido establecido desde la edición del 2010. Debido a la celebración de los Juegos Olímpicos de Londres, que comenzaron el 27 de julio, esta carrera tuvo que retrasar su celebración con respecto a otros años anteriores.
La prueba perteneció al UCI WorldTour 2012.
El ganador final fue Luis León Sánchez tras atacar a 9 km de meta. Le acompañaron en el podio Simon Gerrans y Gianni Meersman, respectivamente, al encabezar el grupo perseguidor.
En las clasificaciones secundarias se impusieron Tomasz Marczynski (montaña), Adrián Palomares (metas volantes), Rabobank (equipos) e Igor Antón (mejor vasco-navarro).
Fue la última carrera profesional de Aleksandr Vinokúrov que pocos días antes se hizo con los Juegos Olímpicos en Ruta.

## Equipos participantes
Tomaron parte en la carrera 21 equipos: los 18 de categoría UCI ProTeam (al ser obligada su participación); más los 2 equipos españoles de categoría Profesional Continental mediante invitación de la organización (Caja Rural y Andalucía). Formando así un pelotón de 160 ciclistas con 8 corredores cada equipo, de los que acabaron 86. Los equipos participantes fueron:
| Equipo                           | Cód. UCI |
| -------------------------------- | -------- |
| Astana Pro Team                  | AST      |
| Sky Procycling                   | SKY      |
| Liquigas-Cannondale              | LIQ      |
| Katusha Team                     | KAT      |
| Omega Pharma-Quick Step          | OPQ      |
| BMC Racing Team                  | BMC      |
| RadioShack-Nissan                | RNT      |
| Orica-GreenEDGE                  | OGE      |
| Garmin-Sharp                     | GRS      |
| Lotto Belisol                    | LTB      |
| Team Movistar                    | MOV      |
| Euskaltel-Euskadi                | EUS      |
| Lampre-ISD                       | LAM      |
| Rabobank Cycling Team            | RAB      |
| Vacansoleil-DCM Pro Cycling Team | VCD      |
| Ag2r La Mondiale                 | ALM      |
| FDJ-Big Mat                      | FDJ      |
| Saxo Bank-Tinkoff Bank           | STB      |

| Equipo     | Cód. UCI |
| ---------- | -------- |
| Caja Rural | CJR      |
| Andalucía  | ACG      |

## Clasificación final
| Posición | Ciclista            | Equipo                 | Tiempo          |
| -------- | ------------------- | ---------------------- | --------------- |
| 1.       | Luis León Sánchez   | Rabobank               | 5 h 55 min 34 s |
| 2.       | Simon Gerrans       | Orica GreenEDGE        | a 7 s           |
| 3.       | Gianni Meersman     | Lotto Belisol          | m.t.            |
| 4.       | Christophe Le Mével | Garmin-Sharp           | m.t.            |
| 5.       | Bauke Mollema       | Rabobank               | m.t.            |
| 6.       | Mauro Santambrogio  | BMC Racing             | m.t.            |
| 7.       | Mads Christensen    | Saxo Bank-Tinkoff Bank | m.t.            |
| 8.       | Joaquim Rodríguez   | Katusha                | m.t.            |
| 9.       | Xavier Florencio    | Katusha                | m.t.            |
| 10.      | Diego Ulissi        | Lampre-ISD             | m.t.            |